# Pseudopoda alta
Pseudopoda alta là một loài nhện trong họ Sparassidae.
Loài này thuộc chi Pseudopoda. Pseudopoda alta được Peter Jäger miêu tả năm 2001.